# Assis-sur-Serre
Assis-sur-Serre est une commune française située dans le département de l'Aisne en région Hauts-de-France.

## Géographie

### Description
Village situé dans le nord de l'Aisne.
Les villages voisins sont Remies, Mesbrecourt-Richecourt, Montigny-sur-Crécy, Pouilly-sur-Serre, Chéry-lès-Pouilly et Couvron-et-Aumencourt.
|        | Mesbrecourt-Richecourt | Montigny-sur-Crécy |
| Remies | Assis-Sur-Serre        | Pouilly-sur-Serre  |
|        | Couvron-et-Aumencourt  | Chéry-lès-Pouilly  |

### Hydrographie
La commune est située dans le bassin Seine-Normandie. Elle est drainée par la Serre, le Rucher, le cours d'eau 01 de la Cailleuse et le Grand Fossé,,.
La Serre, d'une longueur de 96 km, prend sa source dans la commune de La Férée, à 265 m d'altitude, et se jette  dans l'Oise (rive gauche) à Danizy, à 52 m d'altitude, après avoir traversé 39 communes. Les caractéristiques hydrologiques du la Serre sont données par la station hydrologique située sur la commune de Nouvion-et-Catillon. Le débit moyen mensuel est de 13,2 m3/s. Le débit moyen journalier maximum est de 88,3 m3/s, atteint lors de la crue du 23 décembre 1993. Le débit instantané maximal est quant à lui de 96,4 m3/s, atteint le même jour.

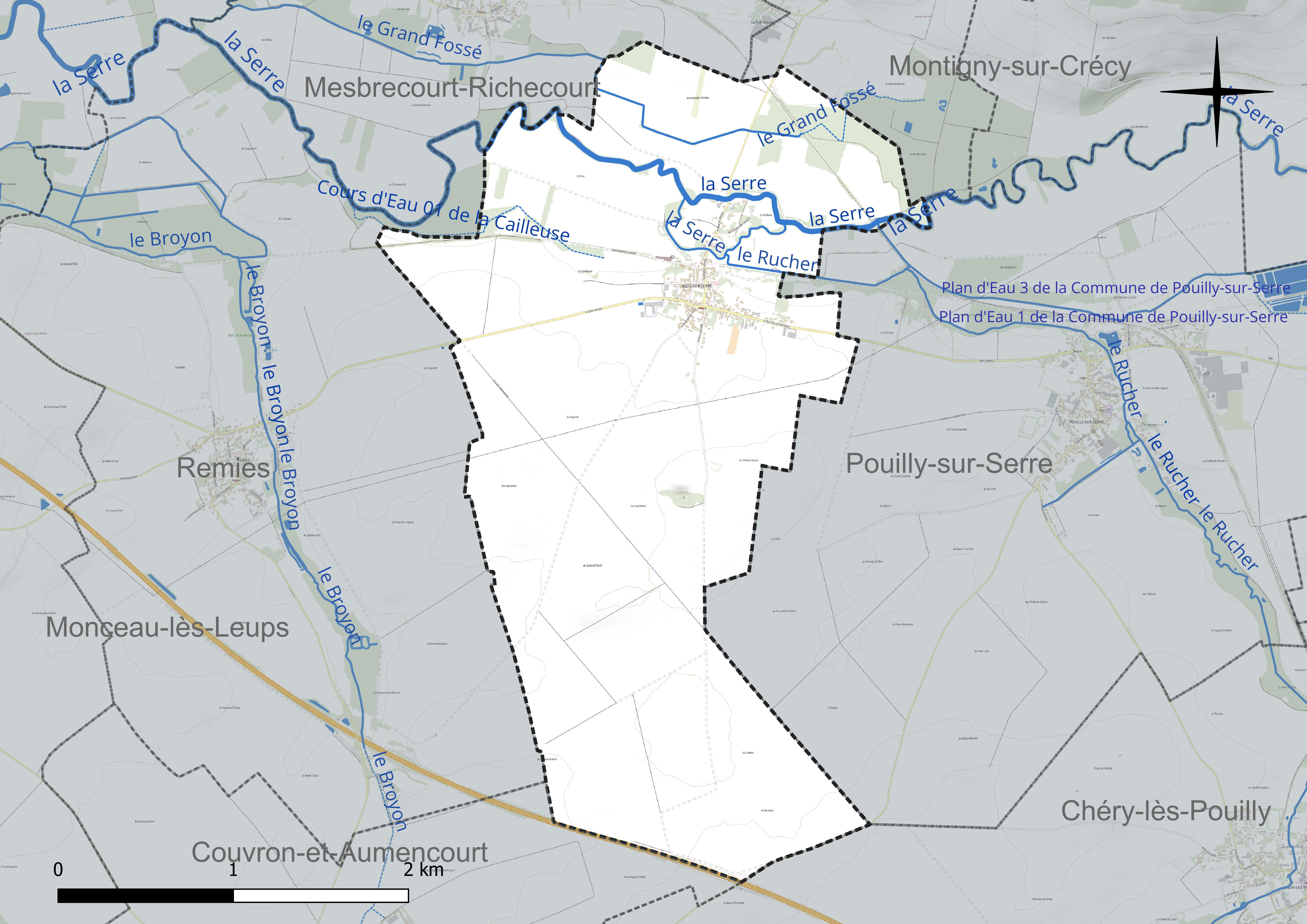
Réseau hydrographique d'Assis-sur-Serre.

Le Rucher, d'une longueur de 16 km, prend sa source dans la commune de Crépy et se jette  dans la Serre sur la commune, après avoir traversé cinq communes.

### Climat
Pour des articles plus généraux, voir Climat des Hauts-de-France et Climat de l'Aisne.
En 2010, le climat de la commune est de type climat océanique dégradé des plaines du Centre et du Nord, selon une étude du CNRS s'appuyant sur une série de données couvrant la période 1971-2000. En 2020, Météo-France publie une typologie des climats de la France métropolitaine dans laquelle la commune est exposée à un climat océanique altéré et est dans la région climatique Nord-est du bassin Parisien, caractérisée par un ensoleillement médiocre, une pluviométrie moyenne régulièrement répartie au cours de l'année et un hiver froid (3 °C).
Pour la période 1971-2000, la température annuelle moyenne est de 10,4 °C, avec  une amplitude thermique annuelle de 15,2 °C. Le cumul annuel moyen de précipitations est de 713 mm, avec 11,5 jours de précipitations en janvier et 9 jours en juillet. Pour la période 1991-2020 la température moyenne annuelle observée sur la station météorologique la plus proche, située sur la commune d'Aulnois-sous-Laon à 9 km à vol d'oiseau, est de 11,0 °C et le cumul annuel moyen de précipitations est de 685,6 mm,. Pour l'avenir, les paramètres climatiques de la commune estimés pour 2050 selon différents scénarios d'émission de gaz à effet de serre sont consultables sur un site dédié publié par Météo-France en novembre 2022.

## Urbanisme

### Typologie
Au 1er janvier 2024, Assis-sur-Serre est catégorisée commune rurale à habitat dispersé, selon la nouvelle grille communale de densité à 7 niveaux définie par l'Insee en 2022.
Elle est située hors unité urbaine. Par ailleurs la commune fait partie de l'aire d'attraction de Laon, dont elle est une commune de la couronne,. Cette aire, qui regroupe 106 communes, est catégorisée dans les aires de 50 000 à moins de 200 000 habitants,.

### Occupation des sols
L'occupation des sols de la commune, telle qu'elle ressort de la base de données européenne d'occupation biophysique des sols Corine Land Cover (CLC), est marquée par l'importance des territoires agricoles (92,9 % en 2018), une proportion sensiblement équivalente à celle de 1990 (92,4 %). La répartition détaillée en 2018 est la suivante : 
terres arables (86,9 %), zones urbanisées (4,7 %), prairies (4,2 %), forêts (2,4 %), zones agricoles hétérogènes (1,8 %).
L'évolution de l'occupation des sols de la commune et de ses infrastructures peut être observée sur les différentes représentations cartographiques du territoire : la carte de Cassini (XVIIIe siècle), la carte d'état-major (1820-1866) et les cartes ou photos aériennes de l'IGN pour la période actuelle (1950 à aujourd'hui).

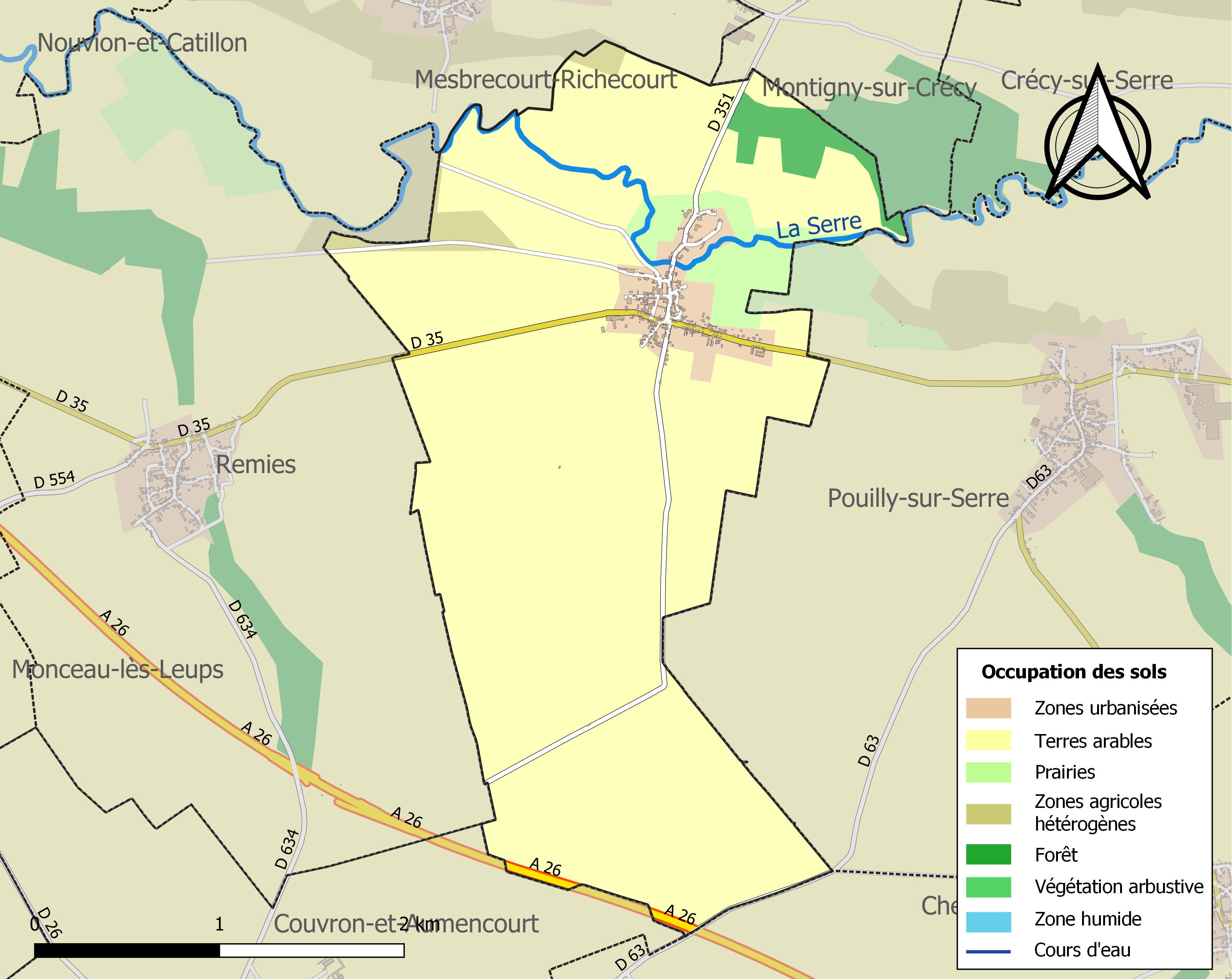
Carte des infrastructures et de l'occupation des sols de la commune en 2018 (CLC).

## Toponymie
Le village est cité pour la première fois sous l'appellation  latine de Asceim en 1065. Le nom variera encore ensuite de nombreuses fois en fonction des différents transcripteurs : Asci in pagoLaudunensi, Asceium, Acy, Achies, Ascy, Assy-sur-Sere, Assy sur Sèrre, Ascy-lès-Crécy-sur-Serre, Assy, Assyse, Assi,  puis Assy  sur la carte de Cassini au XVIIIe siècle et enfin l'orthographe actuelle Assis-sur-Serre  au XIXe siècle.
La Serre est une rivière française, affluent de la rive gauche de l'Oise, donc sous-affluent de la Seine. Elle coule dans les départements des Ardennes et de l'Aisne, dans les anciennes régions Picardie et Champagne-Ardenne, donc dans les nouvelles régions Hauts-de-France et Grand-Est.
Le nom Serre est issu d'un mot celtique pour plusieurs toponymistes comme Albert Dauzat, Ernest Nègre, Charles Rostaing. Le nom vient d'une variante féminine d'un radical pré-celtique ser signifiant « couler, mouvoir rapidement et violemment »,. Une racine indo-européenne *ser- de même signification a été conjecturée,. On retrouve une origine étymologique similaire avec la Sarre et la Sère.

## Histoire
|  |  |  |  |  |

La carte de Cassini montre qu'au XVIIIe siècle, Assis est une paroisse située sur la rive gauche de la Serre.
Commune citée à l'ordre de l'armée le 22 octobre 1920 avec d'autres de l'Aisne qui  [...] en partie détruites par les nombreux et violents bombardements, se sont toujours montrées dignes et vaillantes dans les épreuves et sous la domination ennemies".

### Passé ferroviaire du village
| Assis-sur-Serre |

De 1878 à 1959, Assis-sur-Serre a été traversée par la ligne de chemin de fer Dercy-Mortiers à Versigny, qui, venant de Pouilly, traversait le village au nord et se dirigeait vers Remies.
 Cette ligne servait aux transport de passagers, de marchandises, de betteraves sucrières, de pierre à chaux. À partir de 1950, avec l'amélioration des routes et le développement du transport automobile, le trafic ferroviaire a périclité et la ligne a été fermée en 1959. Les rails ont été retirés. L'ancienne gare est devenue une habitation.

## Politique et administration

### Découpage territorial
La commune d'Assis-sur-Serre est membre de la communauté de communes du Pays de la Serre, un établissement public de coopération intercommunale (EPCI) à fiscalité propre créé le 17 décembre 1992 dont le siège est à Crécy-sur-Serre. Ce dernier est par ailleurs membre d'autres groupements intercommunaux.
Sur le plan administratif, elle est rattachée à l'arrondissement de Laon, au département de l'Aisne et à la région Hauts-de-France. Sur le plan électoral, elle dépend du  canton de Marle pour l'élection des conseillers départementaux, depuis le redécoupage cantonal de 2014 entré en vigueur en 2015, et de la première circonscription de l'Aisne  pour les élections législatives, depuis le dernier découpage électoral de 2010.

### Administration municipale

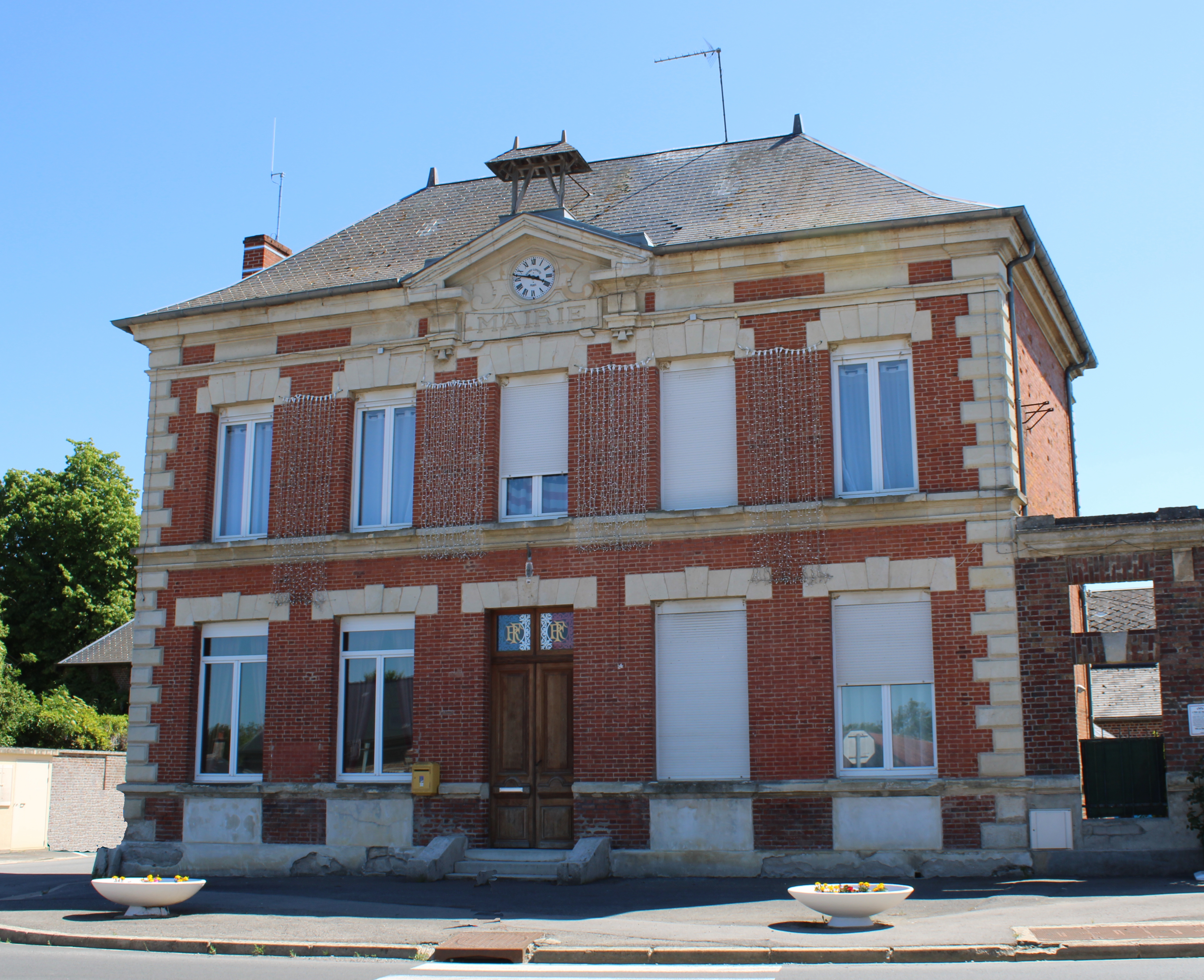
La mairie.

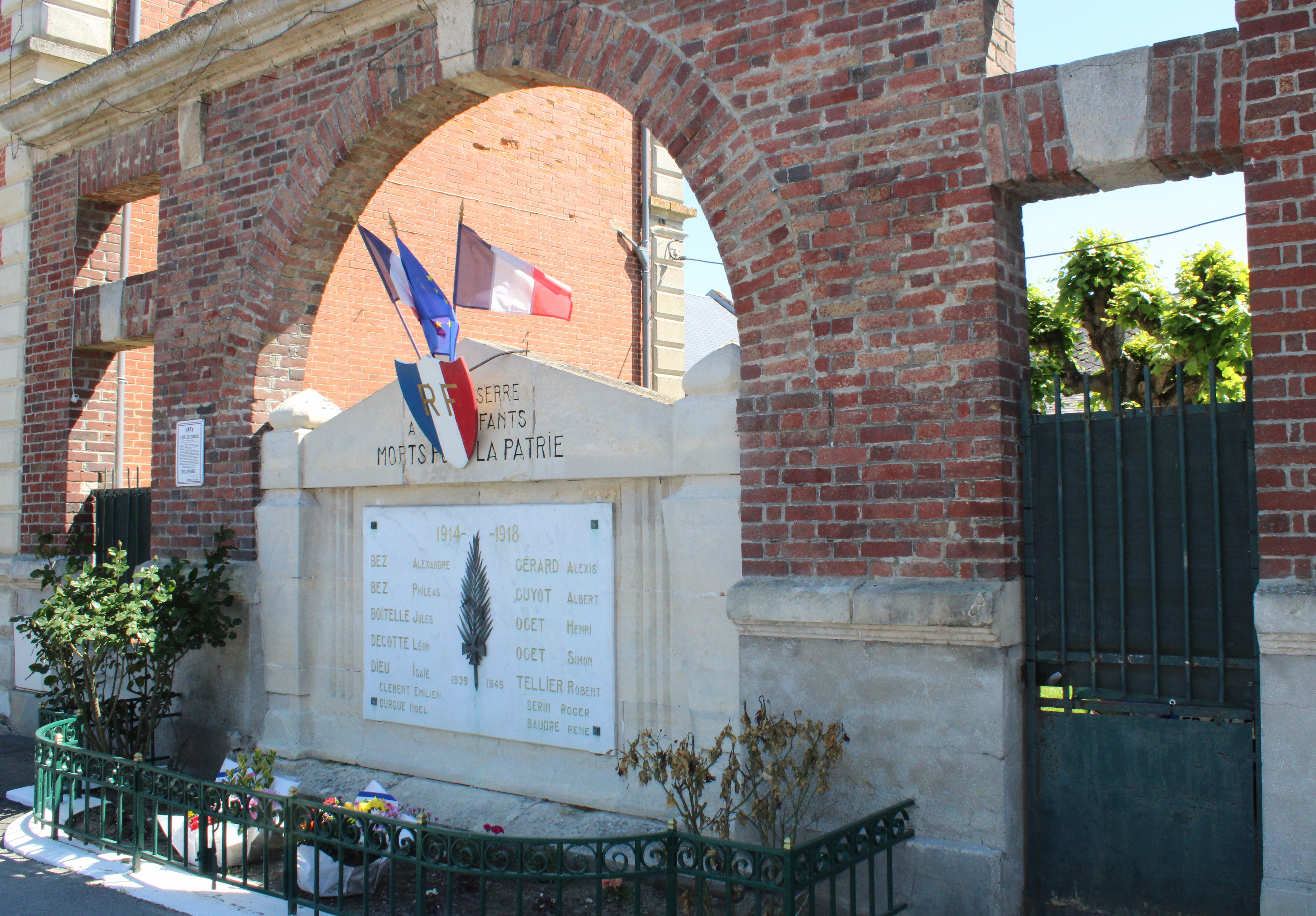
Le monument aux morts.

| Période                                  | Période                   | Identité           | Étiquette | Qualité     |
| ---------------------------------------- | ------------------------- | ------------------ | --------- | ----------- |
| Les données manquantes sont à compléter. |                           |                    |           |             |
| juin 1995                                | mars 2008                 | Michel Cosyns      |           | Agriculteur |
| mars 2008                                | juillet 2020              | Richard Beaussaert | LR        | Agriculteur |
| juillet 2020                             | En cours (au 4 août 2020) | Justine Legrand    |           |             |

## Population et société

### Démographie
L'évolution du nombre d'habitants est connue à travers les recensements de la population effectués dans la commune depuis 1793. Pour les communes de moins de 10 000 habitants, une enquête de recensement portant sur toute la population est réalisée tous les cinq ans, les populations de référence des années intermédiaires étant quant à elles estimées par interpolation ou extrapolation. Pour la commune, le premier recensement exhaustif entrant dans le cadre du nouveau dispositif a été réalisé en 2004.

En 2022, la commune comptait 203 habitants, en évolution de −10,18 % par rapport à 2016 (Aisne : −1,97 %, France hors Mayotte : +2,11 %).
| 1793 | 1800 | 1806 | 1821 | 1831 | 1836 | 1841 | 1846 | 1851 |
| ---- | ---- | ---- | ---- | ---- | ---- | ---- | ---- | ---- |
| 359  | 399  | 427  | 453  | 534  | 524  | 517  | 510  | 522  |

| 1856 | 1861 | 1866 | 1872 | 1876 | 1881 | 1886 | 1891 | 1896 |
| ---- | ---- | ---- | ---- | ---- | ---- | ---- | ---- | ---- |
| 532  | 490  | 514  | 502  | 473  | 482  | 490  | 490  | 561  |

| 1901 | 1906 | 1911 | 1921 | 1926 | 1931 | 1936 | 1946 | 1954 |
| ---- | ---- | ---- | ---- | ---- | ---- | ---- | ---- | ---- |
| 425  | 413  | 375  | 324  | 339  | 329  | 332  | 364  | 317  |

| 1962 | 1968 | 1975 | 1982 | 1990 | 1999 | 2004 | 2006 | 2009 |
| ---- | ---- | ---- | ---- | ---- | ---- | ---- | ---- | ---- |
| 317  | 308  | 291  | 244  | 257  | 266  | 266  | 249  | 274  |

| 2014 | 2019 | 2022 | - | - | - | - | - | - |
| ---- | ---- | ---- | - | - | - | - | - | - |
| 234  | 214  | 203  | - | - | - | - | - | - |

### Équipements collectifs
Le village possède un terrain pour du cross et un court de tennis.

## Culture locale et patrimoine

### Lieux et monuments
- Église Saint-Martin d'Assis-sur-Serre.
- Le calvaire est au milieu de la place du village.
- La mairie se situe à côté de la place.

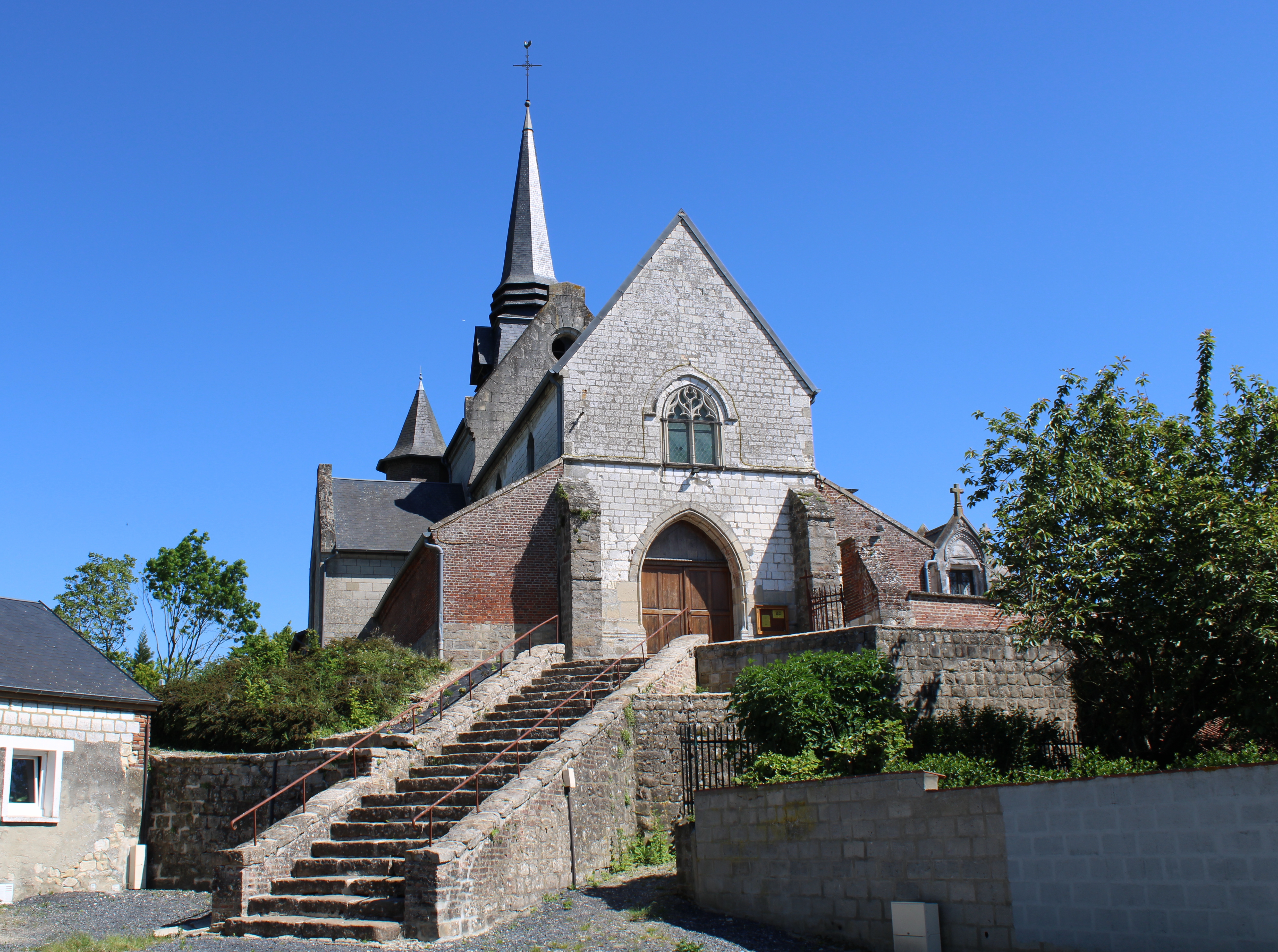
Église Saint-Martin.
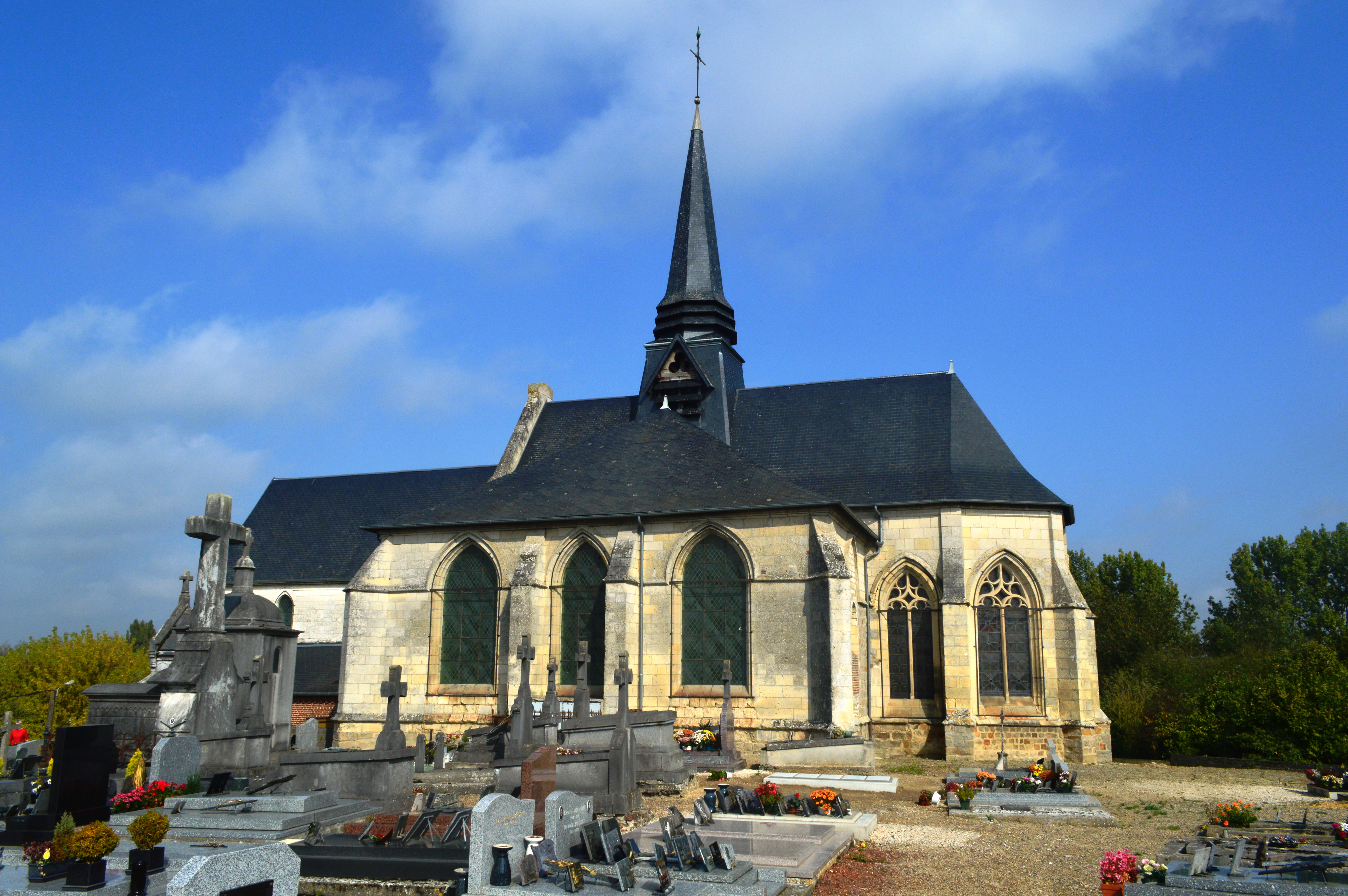
Église Saint-Martin.
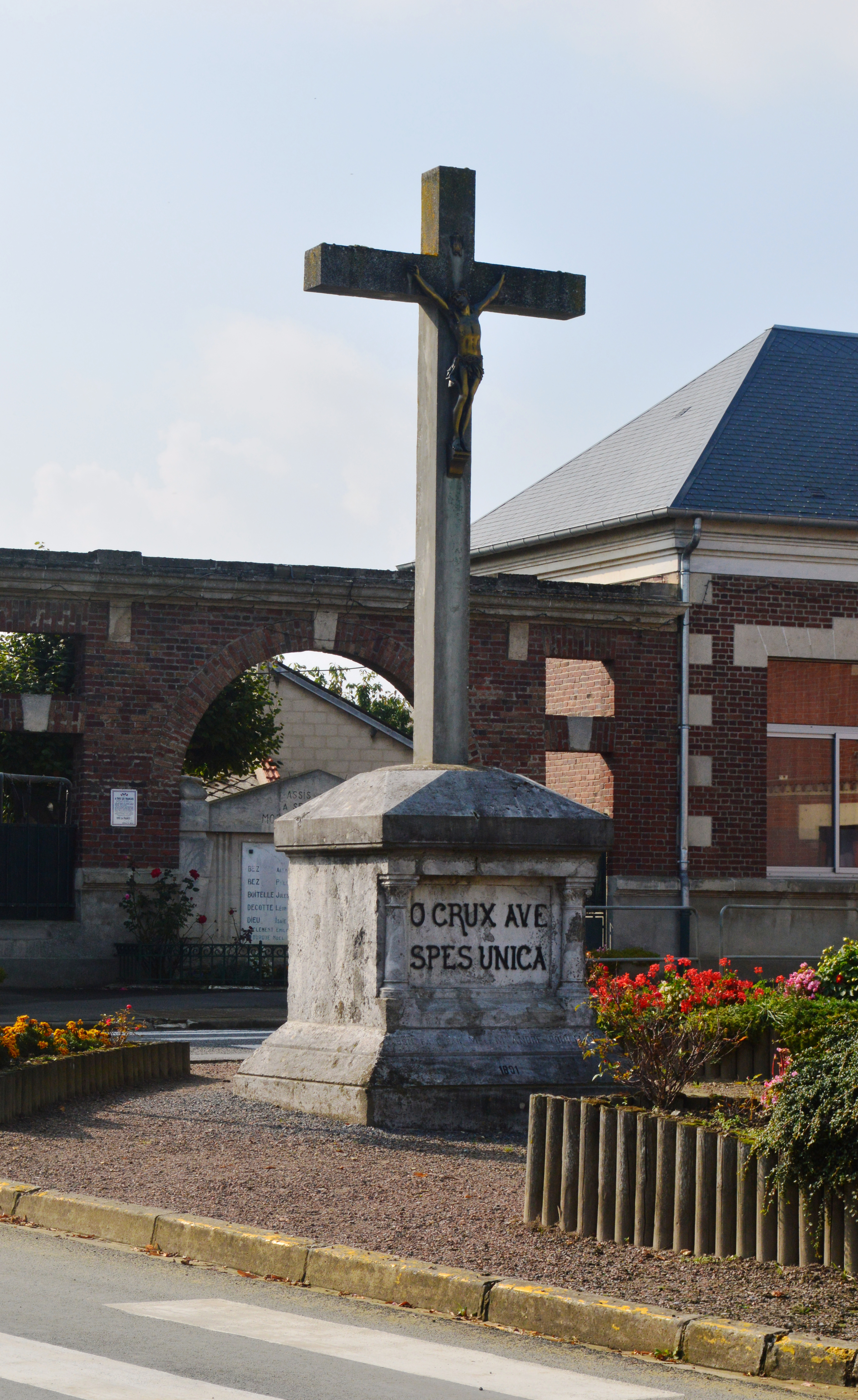
Calvaire.
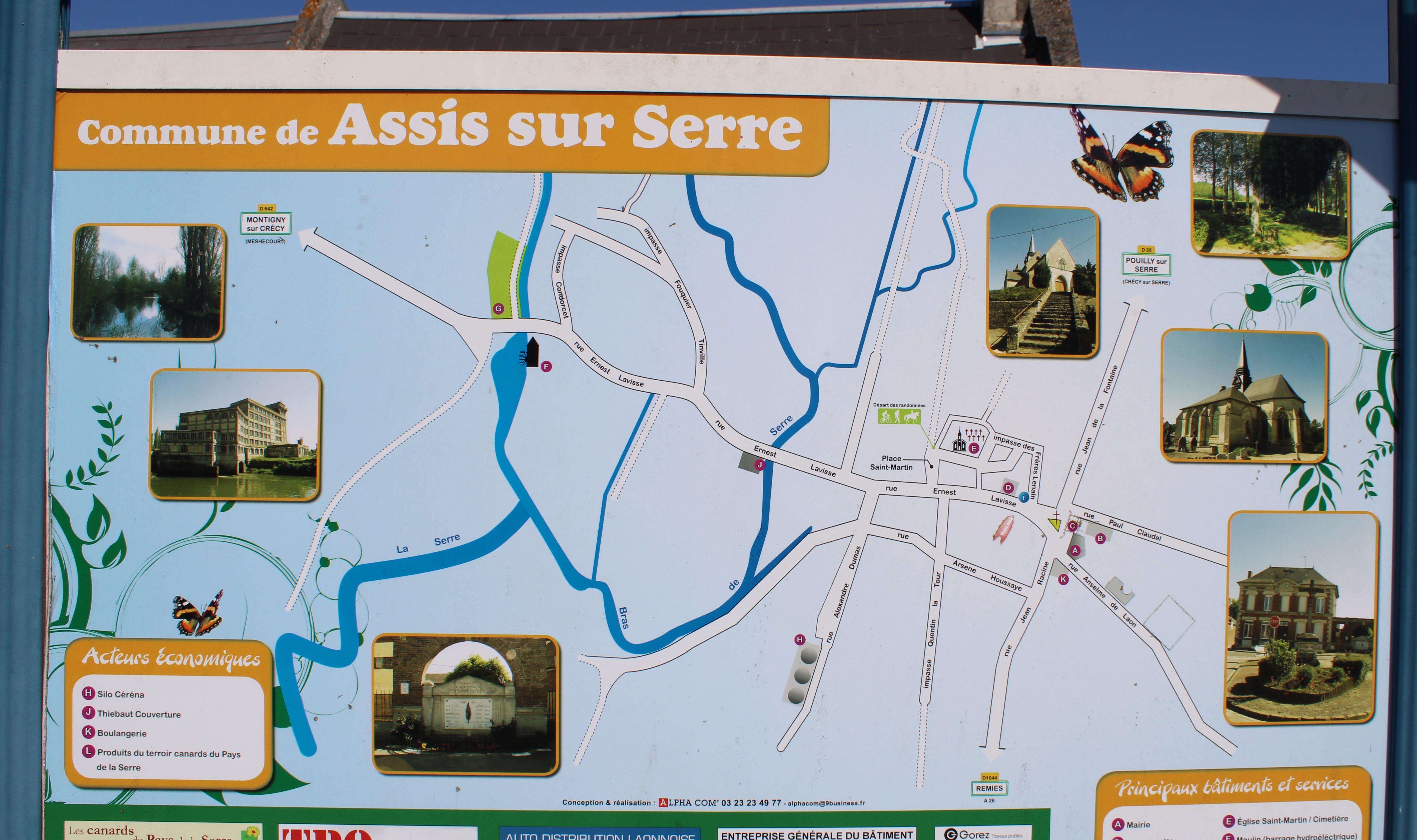
Plan du village.

- L'oratoire de Remies et d'Assis-sur-Serre

Cet oratoire, édifié après la Seconde Guerre mondiale, situé en pleine campagne entre les communes de Remies et d'Assis-sur-Serre, est en 2021 à l'abandon et ouvert aux quatre vents. À l'intérieur est écrit : Les paroissiens de Remies et d'Assis-sur-Serre reconnaissants envers la Sainte Vierge de la protection spéciale qu'elle leur a accordée pendant la guerre 1939-1945 lui ont édifié cet oratoire.

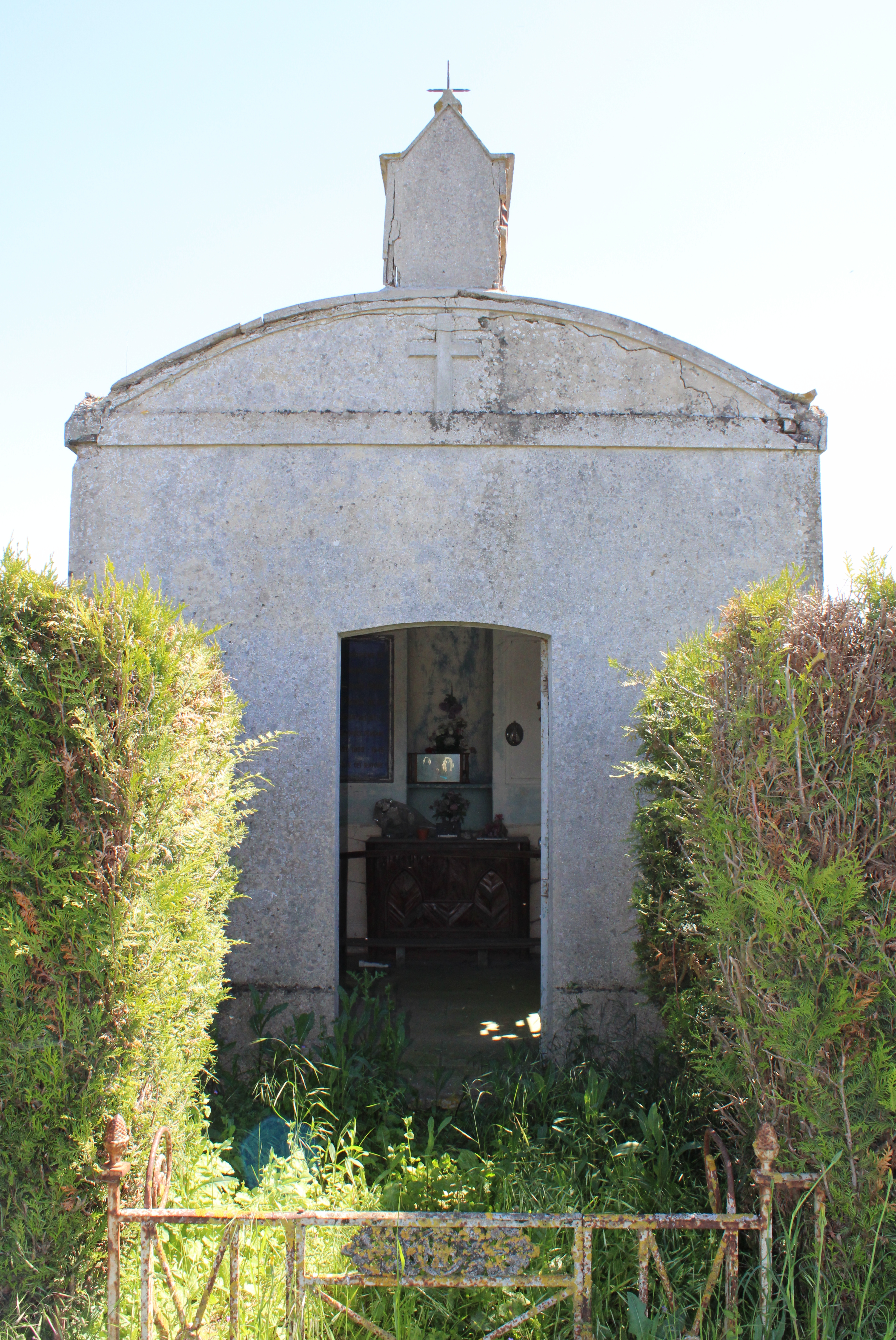
Vue de l'oratoire depuis la route.
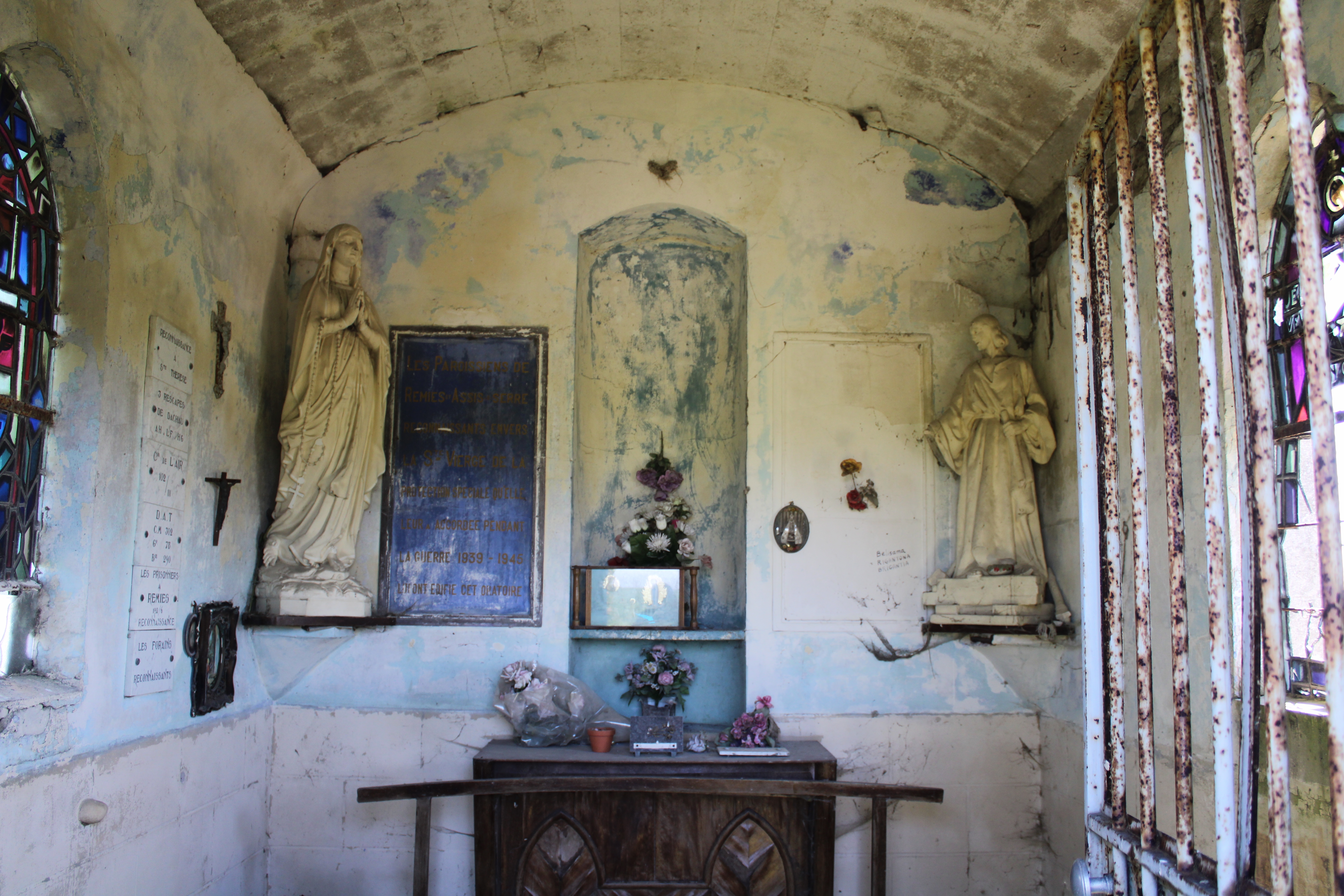
Intérieur de l'oratoire.
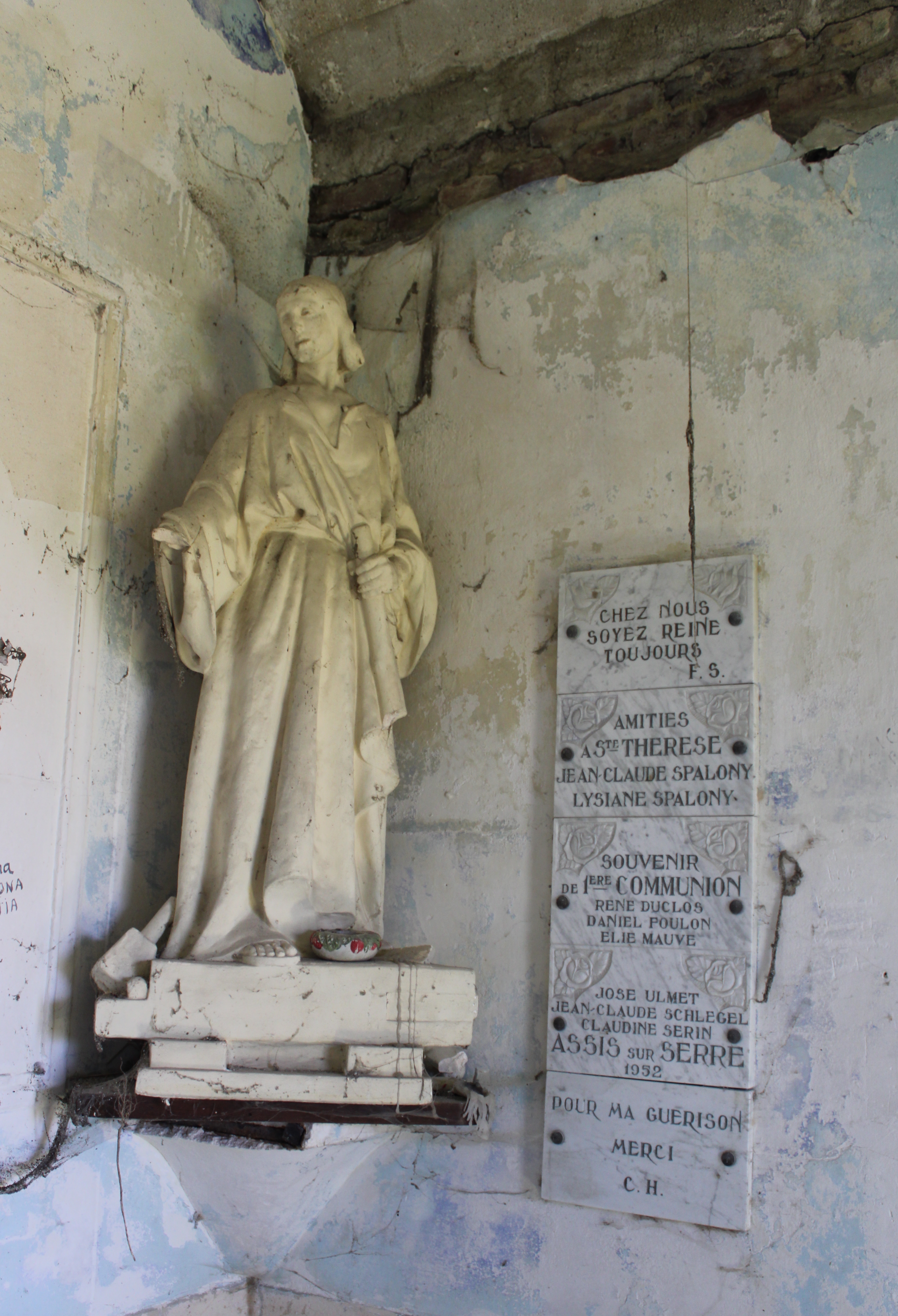
De nombreux ex-voto sont fixés sur les parois.
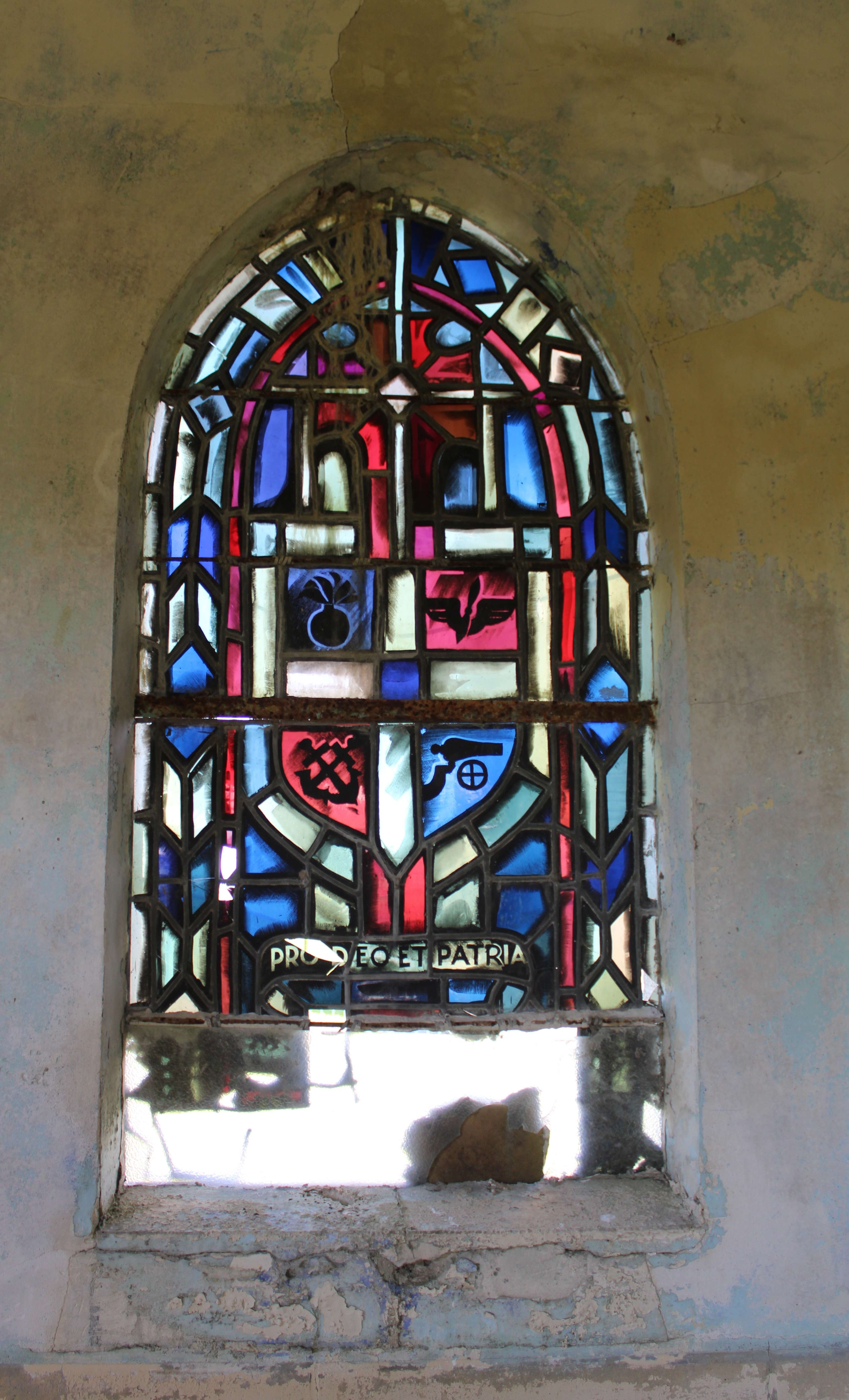
Un des deux vitraux.

### Odonymie
Les noms des rues d'Assis-sur-Serre sont peu courants dans la région, pour leur caractère culturel systématique, même s'il s'agit de célébrités picardes : La Fontaine, Lavisse, Claudel, Racine, Dumas, Condorcet, Le Nain, La Tour. Plus inhabituel, sinon même unique en France : une impasse Fouquier-Tinville. En effet, Antoine Fouquier-Tinville, tristement célèbre, est un accusateur public du Tribunal révolutionnaire pendant la Révolution française. Son nom est resté à la postérité comme le type même de l'accusateur ou de l'intellectuel violemment inquisitorial, arbitraire, sans nuances et sans respect pour les droits de l'accusé.

### Personnalités liées à la commune
Louis Brassart-Mariage (1875-1933), architecte du moulin d'Assis-sur-Serre.

## Pour approfondir